# Ewart Horsfall
Ewart Douglas Horsfall DFC, MC (Liverpool, 24 de maig de 1892 - Devizes, Wiltshire, 1 de febrer de 1974) va ser un remer anglès que va competir a començaments del segle xx.
Horsfall va néixer a Liverpool, i estudià a l'Eton College i al Magdalen College, de la Universitat d'Oxford. El 1912 va formar part de la tripulació d'Oxford que guanyà la Regata Oxford-Cambridge. Com a membre del Leander Club el 1912 va prendre part en els Jocs Olímpics d'Estocolm, on guanyà la medalla d'or en la competició del vuit amb timoner del programa de rem.
Horsfall tornà a guanyar l' Oxford-Cambridge el 1913. Guanyà la Grand Challenge Cup de la Henley Royal Regatta quatre vegades i dues la Stewards' Challenge Cup.
Amb l'esclat de la Primera Guerra Mundial va ser comissionat a la Rifle Brigade, però posteriorment fou transferit a la Royal Flying Corps; El 31 de desembre de 1914 va rebre el títol de pilot d'avió, i aconseguí ser el cap del seu esquadró. Pels seus serveis va ser guardonat amb la Creu Militar el 1916 i amb la Creu dels Vols Distingits el 1918.
En finalitzar la guerra va tornar a Oxford per ajudar a recuperar l'equip de rem de la Universitat. El 1920 va prendre part en els Jocs Olímpics d'Anvers, on va guanyar la medalla de plata en la prova del vuit amb timoner del programa de rem.
El 1947 Horsfall va ser escollit Steward de la Henley Royal Regatta i el 1948 director de l'equip britànic de rem olímpic.